# أنثوسا
أنثوسا (Ανθούσα) هي مدينة في إقليم أتيكا في اليونان.
يبلغ عدد سكانها حوالي 3162 نسمة.